# 伊齡阿
伊齡阿（穆麟德轉寫：ilingga，1736年—1795年），佟佳氏，字精一，号𥲤也，内务府滿洲镶黄旗人。清朝官员。

## 生平
曾任内务府正白旗包衣第三參領第一滿洲佐領（据《钦定八旗通志》）。乾隆十八年由官学廪膳生考取筆帖式，二十四年補内务府堂主事，升内务府郎中。三十四年任九江关监督，兼景德鎮御窯廠督陶官。乾隆三十七年（1772）至乾隆四十年（1775）钦命奉宸苑卿衔署理淮關監督（四十一年（1776）再任）。乾隆四十年始，三任兩淮鹽政（前任内务府正白旗汉军李質穎，载曾国荃督修光绪版《两淮盐法志：职名表》卷131）。四十五年调粤海关监督，四十六年巡视长芦盐政，四十七年仍授两淮盐政；五十一年任浙江巡撫，同年解任（载《钦定八旗通志：各省巡抚》卷340）。五十五年至五十九年任总管内务府大臣兼管崇文门监督。五十六年，管理圆明园及八旗三山事务。五十七年，授刑部、兵部、工部侍郎兼管钱法堂事务，又历任正蓝旗蒙古副都统、正蓝旗汉军副都统、正红旗满洲副都统。诰授光禄大夫。六十年，卒。
乾隆四十六年，任兩淮鹽政（两淮巡盐御史）时，奉敕于扬州设局，修改曲剧，四年而事竣，由伊龄阿聘用的总校黄文旸等辑成《曲海》二十卷。善繪畫，尤精於梅、蘭，山水師法吳鎮，書法師宗孫過庭，又能詩（载《扬州画舫录》）。载《钦定八旗通志·八旗大臣题名》卷三百四十，《满汉名臣传》有传。
据内务府造办处档案，乾隆四十五年（1780）两淮盐政伊龄阿七次进贡玉玩、玉器；四十九年(1784)，尚书金简交来贡物来文清册，内开两淮盐政伊龄阿差人送到紫檀木二百六十一枚(重四万十二斤)。根据乾隆四十九年《奉旨办理扬州天宁寺行宫内看戏房之西洋式装修拆卸运京事》的奏折，两淮盐政伊龄阿向乾隆帝奏报，想把天宁寺行宫的看戏房整体搬迁到京城献给皇帝，乾隆帝传旨，只把看戏房内悬挂的那面镜子送来；乾隆帝下旨将《古今图书集成》、《四库全书》全部线装书副本放在当时的扬州天宁寺文汇阁里。
辑并序《淮關統志》14卷（乾隆四十三年戊戌（1778）刻本）。为其幼年老师高继祖（字承瞻，号梅溪、懿斋）的《梅溪先生遗集》(乾隆四十一年刻本）编辑并作序。

## 家庭
- 始祖吳章阿（c.1560s-?）。佟佳氏,“吳章阿，鑲黄旗人，世居加哈地方，國初来歸……六世孫福貴現任員外郎，色克現任驍騎校；福綬由護軍校從征凖噶爾，在和通呼爾哈腦爾地方陣亡，贈雲騎尉，其子穆蘭現襲職。今隸本旗包衣”（据《八旗滿洲氏族通譜》卷19）。
- 世祖（c.1590s-?）。
- 太高祖（c.1610s-?）。
- 高祖（c.1640s-?）。
- 曾祖（c.1660s-?）。
- 祖父（c.1680s-?）。
- 父：富貴（又福貴，c.1710s-?），内务府郎中兼佐领、乾隆二十年热河总管（后任有嘉庆帝逊嫔之父、内务府正黄旗汉军沈氏永和，载《钦定热河志》）、淮闗监督（乾隆二十八年至三十一年任，卒于任；前任有内务府正黄旗汉军普福、镶黄旗满洲高恒 (清朝)，继任有正蓝旗汉军李宏 (清朝)、富貴之子伊龄阿；载伊龄阿辑纂《淮关统志》卷8），曾任内务府正黄旗包衣第一參領第一滿洲佐領（此佐領下人有伊齡阿亲家萨载夫人乌拉那拉氏家成员，萨载夫人的同族康熙通嫔亦曾是该佐领下人），又任内务府镶黄旗包衣第三參领第四满洲佐领和第三參领第五满洲佐领（据《钦定八旗通志》）。
  - 同辈：福綬（又福受），護軍校，乾隆二十四年陣亡，贈雲騎尉世职（载《钦定八旗通志：镶黄旗满洲世职》卷279）。其子穆蘭；孙儿萨炳阿，乾隆二十四年袭云骑尉。
- 母：内务府正白旗汉军李氏。伊龄阿为李永标之甥（家族有总管内务府大臣李延禧 (清朝)、道光九年进士舒貴）。李永标孙子长闱著《挹绿轩诗稿》中《追忆父执十丈人歌》有侍郎伊龄阿（号𥲤也）是其舅氏。另外，袁枚诗集有：伊𥲤也先生乃故长官李观察永标甥也。
- 子昌儀，內務府銀庫員外郎兼佐領、武英殿總管，曾任内务府镶黄旗包衣第二參領第三滿洲佐領（据《钦定八旗通志》）。
  - 孙儿吉爾敏泰。
  - 孙儿吉爾湛泰（字露圃），嘉庆十五年（1810年）庚午科乡试副榜，内务府员外郎、宁寿宫郎中，著《蜗吟集》（碧琳琅山馆刻本，1829；吉林省图书馆藏）。
  - 孙女佟佳氏，嫁內務府正白旗滿洲、嘉慶甲戌科進士索綽絡氏奎照（父乾隆癸丑科進士英和，祖父乾隆二年丁巳恩科進士德保）。其子道光乙未科進士錫祉，女一索綽絡氏封咸丰帝之婉贵妃，女一索綽絡氏嫁已革輔國將軍載坤（父貝子銜奉恩鎮國恪慎公奕湘），女一索綽絡氏嫁内务府镶黄旗汉军、道光二十五年（1845年）乙巳恩科进士杨佳氏宜振。
  - 孙女佟佳氏，嫁正白旗滿洲、嘉慶己巳恩科進士拜都氏鍾昌。
- 子昌德，内务府慎刑司员外郎、浙江盐运使。
  - 孙女佟佳氏，嫁正蓝旗汉军、河南禹州知州李嘉禮（父湖南巡撫李氏巴哈布，胞叔两江总督李奉翰，祖父江南河道總督李宏）。
- 女佟佳氏，嫁正蓝旗汉军、湖南巡撫李氏巴哈布（父江南河道總督李宏，胞兄两江总督李奉翰，胞姊李氏嫁镶黄旗汉军、吏部尚书郝玉麟之孙郝敏安）。
- 兒女姻親还有兩江總督薩載（故機023285）, 薩載是李奉翰之密友；伊龄阿儿女姻亲还有漢軍包衣兩淮監掣同知張永貴（第一历史档案馆两江总督高晋奏折）。伊齡阿另與兩淮鹽政普福、蘇州織造四德亦有姻親關系（通过搜索观箴云简等发现几人有共同家人或家仆）。